# 森本尚太
森本 尚太（もりもと しょうた、1992年9月26日 - ）は、毎日放送（MBS）の元・アナウンサー。2022年のMBS退社を経て、2024年（令和6年）の司法試験に合格している。
愛称は尚ぼん（しょうぼん）、またはもりりん。妻は、女流棋士（日本将棋連盟関西本部所属）の室田伊緒。

## 来歴
埼玉県羽生市の出身で、小学校・羽生市立南中学校・埼玉県立不動岡高等学校時代を通じて野球部に所属。右投左打の外野手だったが、レギュラーの座をつかめなかったことから、「伝える立場で大好きな野球に携わり続けたい」との思いでスポーツアナウンサーを志した。ちなみに、スターダストレビューの根本要・柿沼清史と読売テレビ社員（元アナウンサー）の尾山憲一は、いずれも高校の先輩に当たる。
同志社大学への進学を経て、卒業後の2015年に、アナウンサーとして毎日放送へ入社した。同期入社のアナウンサーは玉巻映美と藤林温子で、毎日放送が男性のアナウンサーを採用したことは、2011年の福本晋悟（東海ラジオから移籍）・福島暢啓（龍谷大学大学院から一般職として入社後に配属を変更）以来4年振り。新卒の男性を最初からアナウンサーとして採用したのは、2008年の大吉洋平以来7年振りであった。なお、入社時点の先輩アナウンサーに同姓の森本栄浩がいたことから、放送上の呼称には本名（森本尚太）をフルネームで使用していた。
毎日放送への入社直後は、新人研修の一環として、同期入社の社員14名と共に『痛快!明石家電視台』（MBSテレビ）の「MBSアナウンサー大集合2015」を見学。その模様が2015年5月4日放送分のオープニングで紹介されたことから、玉巻・藤林と共に事実上の「番組デビュー」を果たした。
また、2015年7月15日には、浴衣姿で玉巻・藤林と共に『ちちんぷいぷい』（MBSテレビ）へ初出演。同番組で「ちちんぷいぷい2015 話したくなる夏」（期間限定の特別企画シリーズ）を放送していた同年8月には、玉巻・藤林と交互に、「子どももしかめ選手権」（生中継による小学生向けのけん玉タイムトライアル企画）の進行役などを務めた。
2015年11月からは、『ちちんぷいぷい』のメインコーナー（「☆印」→「きょうのラインナップ」）において、不定期でリポーターを担当。同年末の全国高校ラグビー大会期間中からは、同大会と選抜高等学校野球大会を中心に、スポーツアナウンサーとして 取材や中継の実況・リポーターを務めていた。2020年4月から2022年7月までは、毎月最終週を除く日曜日に、『ヤングタウン日曜日』（かつて根本が平日版のパーソナリティを務めていたMBSラジオの深夜番組）で笑福亭鶴瓶のアシスタントをレギュラーで担当。
その一方で、毎日放送のアナウンサー室では、先輩のアナウンサーと共に「チーム災害報道」というグループで活動。MBSラジオでは2019年以降、阪神・淡路大震災が発災した1月17日の早朝（5時台の後半）に、「阪神・淡路大震災1.17のつどい」が催される東遊園地（神戸市中央区）からの生中継 でリポートを任されていた。
なお、「新日本放送」時代の1959年3月1日からテレビ放送事業とラジオ放送事業を兼営してきた毎日放送は、2021年4月1日付でラジオ放送事業を「株式会社MBSラジオ」へ移管。毎日放送は移管を機にテレビ単営局へ移行したが、森本はアナウンス職のまま同社の総合編成局（移管と同時に新設）へ在籍する一方で、株式会社MBSラジオが制作・放送する番組にも「MBSアナウンサー」として出演していた。
2022年7月24日に生放送の『ヤングタウン日曜日』を最後に、毎日放送アナウンサーとしての番組出演をテレビ・ラジオとも終了。同年の6月末に毎日放送のアナウンスセンターから報道情報局の記者職へ異動する旨の内示を受けていたが、前述した『ヤングタウン日曜日』の放送中に、毎日放送を退社したうえで司法試験へ臨む意向を明らかにした。
実際には、異動が予定されていた2022年8月1日から有給休暇を消化した後に、同年9月16日付で退社。退社後の2024年に、司法試験への合格を果たした。
趣味は、詰将棋・麻雀・ラジオ番組の聴取など。将棋については、実家で同居していた祖父の影響で小学2年時から始めると、5年時に「羽生記念少年少女王将戦」で3位に入るほどにまで腕を上げた。野球へ熱中していた時期には詰将棋程度にとどめていたが、毎日放送への入社後に将棋熱が再燃したあげく、「将棋ウォーズ」（日本将棋連盟公認のスマートフォン向けアプリケーションソフトウェア）で「アマチュア1級」と認定。2020年12月からは、毎日放送と日本将棋連盟のコラボレーションによる『WONDER将棋』（毎月第3金曜日に同局のYouTube公式サイトから配信される動画コンテンツ）のMCを務めるほか、同番組の企画で現役プロ棋士との対局にも臨んでいる。さらに、アナウンサー時代の2022年4月1日には、室田伊緒（藤井聡太の姉弟子に当たる女流棋士）と結婚。同月11日には、室田が所属する日本将棋連盟を通じてその旨が公表された。室田とは『森本尚太の二歩～それ、反則ですよ!～』（2020年12月30日にラジオで放送された特別番組）で対局していて、婚姻届の提出に際しては、笑福亭鶴瓶と杉本昌隆（室田と藤井の師匠）が証人として名を連ねた。

## 人物・エピソード
- 物心が付く前（2歳頃）から高校を卒業するまで母子家庭で育っていたことや、異母弟がいることを毎日放送への入社後（『ヤングタウン日曜日』へ2020年1月5日放送分で初めて出演した際）に自身の意思で告白している。2度目（同年2月23日放送分）の出演が決まったことを受けて、まだ見ぬ実父の手掛かりを自力で探していたところ、関西地方（毎日放送・MBSラジオの放送対象地域）に住んでいる父方の祖父母と対面。森本が毎日放送のアナウンサーになっていることを知っているばかりか、森本をテレビ番組へのデビュー以来ずっと応援していることなどを直々に聞かされた。2度目の出演でこのエピソードを披露したところ、鶴瓶が感動するあまり、森本を『ヤングタウン日曜日』のレギュラー陣へ加えることを即決。森本も、室田との結婚に際して証人を依頼するほど、鶴瓶を実父のように慕っている。本人によれば、アナウンサー時代には父方の祖父母に続いて異母弟との対面を果たせたものの、実父とは会えずじまいだったという。
- 同志社大学の学生時代には、「とにかく関西らしいことをしよう」というテーマを持ちながら、テレビを設置していない京都府内の男子寮で20名ほどの男子学生と共同で生活[18]。アルバイトで人力車の俥夫を務めたり、時代祭や東映京都撮影所での映画撮影に参加したりしていた[3]。毎日放送の入社直後には、初任給で49インチのテレビを購入してから、男子寮へ寄贈したという[18]。
- 大学生時代に毎年参加していた時代祭では、行列の一員として毛槍を運んだ後に、大勢の観衆の前でその毛槍を投げ渡す役目を担っていた[19]。そのような大学生活を京都で続けているうちに、「第二の故郷」と自認するほど関西への愛着が湧いたことから、地元局である毎日放送のアナウンサー試験に臨んだという[3]。入社後の2016年1月9日には、同局および「年男（24歳）」の代表として、法被姿で今宮戎神社（大阪市浪速区）の宝恵駕籠（ほえかご）行列へ参加した[20]。
- 高校時代まで埼玉県内で生活してきたことから、埼玉西武ライオンズ戦のラジオ中継で長らく実況を担当してきた斉藤一美（文化放送アナウンサー）を目標に、スポーツアナウンサーへの道を志望。毎日放送への入社直後には、福留孝介（当時阪神タイガースに所属していた右投左打の外野手）への取材や、森本将太（名前の読み方が自身の本名と一致する投手）との対面も目標に挙げていた[5]。2016年2月には、入社後初めて取材に赴いたオリックス・バファローズの春季キャンプ（SOKKENスタジアム）で、当時同球団に所属していた森本将太へのインタビューが実現。同月10日（水曜日）の『ちちんぷいぷい』で現地からの生中継リポートを担当した際に、インタビューを収録したVTRが放送された[21][22]。その後も実況修業を兼ねてプロ野球中継のリポートや取材を担当していたが、2019年以降はプロ野球の担当から外れている。本人によれば、プロ野球中継のプロデューサーから「実況の技術に問題はないが、先輩のアナウンサーやスタッフへの接し方など、（チームワークで成り立つ地上波の中継で実況を任せられるだけの）人間性を持ち合わせていない」と判断されたという[23] 。ただし、高校野球については、同年以降も2022年の第94回大会までGAORAの中継や「センバツLIVE!」（インターネット向けのライブ配信）で実況を随時担当している。
- 親族にバレーボールの経験者が多いこともあって、学生時代から野球以外のスポーツへの関心も高かったが、ラグビーについては毎日放送へ入社するまでルールを知らなかった。それでも、入社1年目から、定時ニュースとともに全国高校ラグビーの担当を継続。試合中継の実況や出場校への取材を重ねるにつれて、ラグビーへの関心やルールへの理解も深まっていたという。TBS系列全国ネットで放送される決勝のテレビ中継には、2016・2017・2018・2020年度に対戦校のリポーターとして出演。2020年1月26日には、毎日放送の自社制作では初めてのジャパンラグビートップリーグ公式戦生中継（御崎公園球技場＜ノエビアスタジアム神戸＞の神戸製鋼コベルコスティーラーズ対サントリーサンゴリアス戦）[24] で、サントリー側のリポートを任された。毎日放送のアナウンサーとして最後に携わった2021年度の全国高校ラグビー中継では、準決勝の実況と、決勝での優勝監督インタビューを担当。
- 2017年には、大学時代を過ごした京都市内で2月19日に開かれた京都マラソンで、人生初のフルマラソンに挑戦。フルマラソンを何度も完走した経験を持つ先輩アナウンサー・山中真と合同でトレーニングを積んだ末に、4時間7分12秒で完走を果たした[25]。
- 毎日放送を退社したうえで司法試験へ臨むことについては、「（前述したプロ野球担当からの離脱などで）アナウンス職への適性にかねてから限界を感じていたので、このような自分に（異動を打診されていた）記者の仕事が務まるとは思えなかった」とのことで、アナウンサーとしての活動がいわゆる「コロナ禍」で制約され始めた2020年頃から計画[13]。後に結婚する室田も、アナウンス職から異動する可能性や、司法試験に挑戦する可能性が結婚後にあることを結婚前から了承しているという。ちなみに実母は、前述した事情から、裁判所に職員として勤務しながら森本を女手一つで育てている。
  - 毎日放送へ同期で入社した藤林によれば、アナウンサー時代の森本は玉巻へ優しく接していた一方で、自身と「犬猿の仲」にあったという。藤林は体調不良で2022年3月末から3ヶ月間休職していたが、森本が報道情報局への異動を打診されていることを復職の直後に知ったことがきっかけで、玉巻を交えた同期3人だけの食事会を急遽設定。その席で司法試験に向けた準備を2020年頃から始めていることや、退社か異動で迷っていることを森本から初めて打ち明けられたため、「司法試験への挑戦を玉巻と共に応援しよう」との思いが芽生えるほど森本への印象が一気に好転したという[13]。ちなみに、藤林は2022年10月から、『ヤングタウン日曜日』のアシスタントを森本から正式に引き継いでいる。
- 司法試験に合格したのは2024年で、毎日放送からの退社の2年後であった。日本の放送局でのアナウンサー経験者が退社後に合格することは非常に珍しく、元・フジテレビアナウンサーの菊間千乃（現在は第二東京弁護士会登録の弁護士）は、フジテレビの退社（2007年12月）から司法試験の合格（2010年）までに3年を要している[26]。

## 過去の出演番組
- MBSニュース（テレビ・ラジオとも不定期）
  - 平日に宿直勤務を随時担当する[27] 関係で、テレビでは2021年10月から、宿直勤務の一環として毎週水曜日の早朝に『THE TIME,』（TBSテレビ制作の全国ネット番組）内の6・7時台で関西ローカル向けのニュースと気象情報（7時台のみ）を担当。本人によれば、週に1回の宿直勤務が、レギュラーで唯一の仕事だった時期もあったという。
    - 2018年6月18日（月曜日）の7:58に発生した大阪府北部地震では、毎日放送の本社がある大阪市北区などで最大震度6弱（発生時点の地震観測体制下における府内最大震度）を観測したことから、前日からの宿直勤務の一環で（発生当時MBSテレビで放送されていた）『あさチャン!』（『THE TIME,』の前身番組）を通じて第一報を伝えた。毎日放送では災害放送訓練を局内で毎晩実施していて、本来は定時ニュース以外の報道番組を担当していない森本も、当日までに78回もの訓練を受けていたという。
- スポーツ中継（テレビ・ラジオとも、2016年からリポーター、2017年から一部の競技中継で実況を担当）
  - MBSテレビが制作を担当する大阪マラソンの生中継では、スポーツアナウンサーの活動を本格的に始める前（2015年10月25日開催の第5回大会）から、沿道でのリポートを担当している[28]。
  - ラグビーでは2016年度の第96回全国高等学校ラグビーフットボール大会テレビ中継、野球では2017年の第89回選抜高等学校野球大会1回戦・報徳学園対多治見戦[15]（GAORA・インターネット向け中継[29]）から実況陣に加わっている。
  - プロ野球では、2017年3月31日に、ラジオ中継（『MBSベースボールパーク』）の予備カードであったオリックス・バファローズ対東北楽天ゴールデンイーグルス開幕戦（京セラドーム大阪）で実況を担当（解説：太田幸司）。MBSラジオでは本番カード（マツダスタジアムの広島東洋カープ対阪神タイガース開幕戦）の放送を優先したものの、実況の模様をまとめた音源が当日の『TBSラジオ エキサイトベースボールジョッキー』（TBSラジオ）で流れたことから、関東ローカルながら放送上の実況デビューを果たした。2018年シーズンには、阪神が阪神甲子園球場や京セラドーム大阪でのホームゲームで勝利した場合に、ヒーローインタビューを随時担当。しかし、本番カードの実況までに至らないまま、2019年シーズンから選抜高校野球とラグビーの担当に事実上専念していた。
    - 新型コロナウイルスへの感染が拡大している影響で第92回選抜高等学校野球大会が中止された2020年には、8月中旬の2020年甲子園高校野球交流試合（同大会への出場が決まっていた全32校による16試合制の招待試合）で、「センバツLIVE!」（インターネット向けのライブ配信）向けに1試合を実況。翌2021年開催の第93回選抜高等学校野球大会では、GAORA・「センバツLIVE!」向けの中継で準決勝の実況、決勝のテレビ中継で優勝校（東海大相模）の選手への代表インタビューを任されていた。

毎日放送が在阪局でいち早く国際連合の「SDGメディア・コンパクト」へ参加していることを背景に、テレビ・ラジオ兼営局時代の2020年10月からは、国際連合が定める「SDGs17の目標」を啓発するアナウンサー企画にも参加している。
「SDGsのススメ」（2020年10月19日から2021年3月1日まで『ちちんぷいぷい』で毎週月曜日に放送されていたロケ企画）では、6番目の目標（「安全なトイレを世界中に」）関連のロケ取材を予定していた。実際には、この企画のリーダーである河田直也（17番目の目標「パートナーシップで目標を達成しよう」のロケ取材を担う先輩アナウンサー）から上記の担当を指名された際のVTRが初回に流れただけで、取材の機会がないまま放送を終了。『ちちんぷいぷい』の終了後は、後継番組『よんチャンTV』内で5秒間放送される「みんなでやろう!SDGs」で、6番目の目標達成に向けた標語紹介のVTRに登場。

### テレビ
- 痛快!明石家電視台
  - 2016年の「MBSアナウンサー大集合スペシャル」で初めて出演したが、本人曰く「（一緒に出演した）玉巻と藤林に脚光が当たった一方で（自分は）一言もはさめなかった」とのことで、以降は2019年まで「アナウンサースペシャル」へ出演する機会がなかった。
  - 2020年（10月26日放送分）の「実際どうなん!?MBS若手アナウンサースペシャル」で4年振りに登場すると、プロ野球の担当を外れた経緯（前述）を皮切りに、「明石家ファミリー」（レギュラー）の中川家曰く「心の闇が見える」ようなエピソードを次々と明かした。さらに、玉巻・藤林をはじめ、共演のアナウンサーも「闇」を感じさせる言動などを暴露。このようなやり取りに対して、司会の明石家さんまが森本を「アナウンサー界のナダル（コロコロチキチキペッパーズ）」と評したほか、中川家も「森本アナを鍛えたい」と名乗りを挙げるなど一躍注目された[23]。
- ちちんぷいぷい（前述）　
  - 2015年11月5日（木曜日）放送分[30] から2017年9月まで、主に水・金曜日の生中継やロケ企画でリポートを担当。藤井聡太関連の話題を番組内で取り上げる機会が多いことなどを背景に、2020年7月から担当に復帰した。
- 羽ばたけ!京都マラソン2017（2017年2月26日） - 自身および、関西ジャニーズJr.の今江大地・草間リチャード敬太のフルマラソンデビューまでの60日間に密着したダイジェスト番組。
- みんなの甲子園　※2016年からアシスタントを務める玉巻・藤林に続いて、2018年のみ出演。
- サタデープラス（毎日放送の本社で制作するTBS系列全国ネット番組） - 2019年7月27日放送分で中継リポートを担当したことによって、毎日放送への入社5年目にして、ニュース・スポーツ中継以外に地上波のテレビで放送される全国ネット番組へのデビューを果たした。
- コトノハ図鑑→「へぇ～のコトノハ」（不定期）
  - 所属する毎日放送アナウンサー室の企画で、2018年7月から2020年3月まで『コトノハ図鑑』（事前収録のレギュラー番組）として放送された後に、2020年4月から2021年3月まで「へぇ～のコトノハ」（『ちちんぷいぷい』月・水曜日→水曜日のレギュラーコーナー）へ移行。2018年4月28日に放送された『コトノハ図鑑』のパイロット版では、玉巻・藤林と共に進行役を任されていた。
- ミント! 火曜日
  - 2020年10月6日から、16時台前半に放送される特集で、後輩のスポーツアナウンサー・三ツ廣政輝と隔週交代でリポートを担当。
- 飛び出せ!純真ムックちゃん～4歳から8歳までの子供たちの純真さを楽しもう～（2021年3月21日の15:00 - 17:00に放送された特別番組） - ナレーター
- よんチャンTV
  - 2022年4月から7月まで、火曜日に取材リポートを担当。2021年度には、当時放送されていた『土曜のよんチャンTV』に不定期で出演していた。ちなみに、リポーターを退いた翌月（2022年8月18日放送分）には、妻の室田が将棋関連の特集にゲストで出演。

### ラジオ
- MBSベースボールパーク
  - 2016年度は主に、オリックス戦の中継で同球団のベンチリポーターを担当。同年7月14日に倉敷マスカットスタジアムから放送されたフレッシュオールスターゲーム2016中継（ニッポン放送制作・NRN全国ネット分）で、ウエスタン・リーグ選抜のベンチリポーターとして全国中継デビューを果たした。ただし、2018年度までメインカードの実況を経験したことはなかった。
  - 2017年度には、オリックス戦に加えて、阪神戦の中継でもベンチリポートを随時担当していた。2018年度には、公式サイトなどで「実況担当・ベンチリポーター」の1人として紹介されていたにもかかわらず、自社制作分の中継数減少や狩野恵輔の阪神戦中継フィールドキャスター起用などの事情から、ベンチリポートを担当する機会がなかった。後輩アナウンサーの三ツ廣政輝が実況担当やベンチリポーターに抜擢された2019年度以降は、プロ野球中継の担当を外れている。
- with Tigers MBSベースボールパーク みんなでホームイン!（2015年度・2016年度のナイターオフ番組）
  - 先輩のスポーツアナウンサー・馬野雅行と共にオリックス・バファローズの宮崎キャンプを取材していた2016年2月3日（水曜日）・同月4日（木曜日）放送分の「Today's Sports Topix」（スポーツニュース）に、現地から電話でキャンプの模様をリポート。スポーツアナウンサーとして、野球関連の番組に初めて出演した[21]。
  - プロ野球実況の修業を兼ねてオリックスの取材を担当する2016年度には、ナイターイン期間に放送される派生番組『MBSベースボールパーク番外編　みんなでホームイン!』の平日版で、「俺の『俺のオリックス』」というコーナーを担当。ナイターオフ期間中には、土曜放送分でレギュラーパーソナリティを務めた。森本がラジオの生放送番組でパーソナリティを務めたのは、この番組が初めてであった。
- 福島のぶひろの、どうぞお構いなく。（2016年4月29日） ※パーソナリティを務める福島からの求めに応じる格好で、生放送中に電話を通じて出演。
- MBSラジオ 100年への物語（2016年10月2日 - 12月25日）　-　 玉巻・藤林と交互に出演
- 河田直也&桜井一枝のうきうき土曜リクエスト
  - 2016年6月4日放送分の『延長スペシャル』から不定期で出演。同年9月24日放送分の『延長スペシャル』では、『みんなでホームイン!』2016年度ナイターオフ版の土曜日でも共演する桜井一枝から、放送上の肩書として「うきうきファミリーの“八男”」に認定された。ラストシーズンであった2016年度のナイターオフ期間には、『みんなでホームイン!』と合わせて出演。
- スマラジw金曜日「ナジャとアナの虹色レインボー」（2017年2月24日）- スポーツアナウンサーとして指導を受ける先輩の近藤亨と共に、パートナーとして出演。
- ○月○日はじまりました（2017年4月 - 2018年3月） - 玉巻・藤林と交互に、週替わりでパーソナリティを担当。
- 亀山つとむのスポーツマンデー!（2017年）
  - 本来亀山のパートナーを務める市川いずみがスタジオへ出演できない場合や、掛布雅之（当時の阪神タイガース二軍監督）を取材できない場合に、市川の代役としてパートナー代理や取材を担当。
- 上泉雄一のええなぁ! 木・金曜日→金曜日→水曜日（2017年10月 - 2020年3月）
  - 同僚のアナウンサーと交互に、「知ってええなぁ!ちなみNEWS」（16時前後のコーナー）の進行を担当。2018年3月までは、木曜日にも出演していた。先輩アナウンサーでもある上泉雄一が夏季休暇へ入っていた2019年9月13日（金曜日）には、『森本尚太のええなぁ!』と称して、全編のパーソナリティ代理を初めて担当。金曜分の放送が同月で終了したことに伴って、翌月（2019年10月）から水曜日で「ちなみNEWS」への出演を半年間続けた。
- MBSヨル隊「ナジャ・グランディーバのレツゴーフライデー」（2017年11月24日）- 『虹色レインボー』の後継番組で、「ナジャじゃジャーナル」（18時台）のキャスターを単独で担当。
- あどりぶラヂオ
  - 2018年5月9日から、火曜深夜＝水曜放送分で「森本尚太のひとり遊びのススメ」（事前収録によるワンマンDJ形式の冠コーナー）を不定期で担当。2019年1月4日放送分の「MBSアナウンサースペシャル」（アナウンサーによるパーソナリティリレー企画）にも出演した。自身の出身地や『翔んで埼玉』のヒットにちなんだ「埼玉スペシャル」を自ら企画したうえで、同年4月12日放送分で、初めて全編のパーソナリティを担当。
- 茶屋町ヤマヒロ会議（「終身名誉準レギュラー」と称して随時出演）
  - 放送上の「会議」を決めるための会議へ参加する関係で、放送上の「会議」にも不定期で登場[31]。
- MBSヤングタウン日曜日
  - 2020年の初頭までは、アシスタントを務める福島が休演した場合に代理で出演していた。同年2月23日の生放送では、「官能ラジオ」という実況企画のリポーターを担当。
  - 2020年の4月改編から福島が月に1回（毎月最終日曜日のみ三遊亭とむとのコンビで）出演することに伴って、同月5日放送分から、福島が出演しない回で正式にアシスタントを担当。これを機に、「尚ぼん」という愛称が付けられている。
  - ヤングタウン番外編～三遊亭とむのゼロ次会～（2019年12月29日） - 母体番組『ヤングタウン日曜日』のレギュラー出演者である三遊亭とむ・福島と共演
- MBSヨル隊「メッセンジャーあいはらの夜はこれから!」（2020年1月29日）　※2018年度からアシスタントを務める藤林と共演
- 福島のぶひろのお花見ラジオ（2020年4月6日の18:00 - 20:00に生放送）
  - 19時の時報明けに内包されていた『MBSニュース』で新型インフルエンザ等緊急事態宣言の速報を伝えてから、後輩アナウンサーの三ツ廣・辻沙穂里と共に、ゲストとして本編にも出演。
- 次は〜新福島!＝第4章・冬将軍＝（2020年12月9日）
  - 福島がパーソナリティを務めるナイターオフ期間限定番組で、「皆の者、将軍にシタってちょーだい!」（水曜日20時台のゲストコーナー）に出演。
- 森本尚太の二歩～それ、反則ですよ!～（2020年の年末特別番組として12月30日の16:30 - 17:30に放送）
  - 単独番組としては毎日放送への入社後初めての冠番組で、後に結婚する室田伊緒（収録の時点では女流二段）と対局しながら対談していた。
- コトノハ（不定期で出演）
  - 「コトノハ」（言葉）にこだわった毎日放送アナウンサー室制作の事前収録番組で、2021年10月4日から毎週月曜日の21:45 - 22:00に放送。